# Edward Livingston
Edward Livingston (n. 28 mai 1764 - d. 23 mai 1836) a fost un politician american, Secretar de Stat al Statelor Unite între 1831 și 1833.